# Keith Bishop
Keith Bishop (San Diego, 10 marzo 1957) è un ex giocatore di football americano statunitense che ha giocato nel ruolo di offensive guard per tutta la carriera con i Denver Broncos della National Football League (NFL). Fu scelto nel corso del sesto giro (157º assoluto) del Draft NFL 1980 dai Broncos. Al college giocò a football all'Università del Nebraska-Lincoln e alla Baylor University.

## Carriera professionistica
Bishop fu scelto nel corso del sesto giro del Draft 1980 dai Denver Broncos. Nella sua stagione da rookie disputò 14 partite. Rimase coi Broncos per tutti i dieci anni della carriera, venendo convocato per il Pro Bowl nel 1986 e 1987. Con Denver guidata da John Elway raggiunse tre Super Bowl, nel 1986, 1987 e 1989, venendo sconfitto in tutti e tre i casi. Si ritirò dopo la stagione 1989. Dopo una carriera a Dallas nella DEA, nel 2007 fece ritorno ai Broncos come capo della sicurezza.

## Palmarès

### Franchigia
- American Football Conference Championship: 3

Denver Broncos: 1986, 1987, 1989

### Individuale
- Convocazioni al Pro Bowl: 2

1986, 1987
- Formazione ideale del 50º anniversario dei Denver Broncos

## Statistiche
| Partite totali    | 129 |
| Fumble recuperati | 1   |